# Radkovice u Budče
Radkovice u Budče jsou obec v okrese Třebíč v Kraji Vysočina. Obec leží na levém břehu Želetavky. Leží čtrnáct kilometrů východně od Dačic. Žije zde 156 obyvatel.
Sousedními obcemi sídla jsou Meziříčko, Lomy, Knínice, Krasonice a Štěpkov.

## Geografie
Ze západu na východ prochází přes území obce silnice II/151 z Budče do Štěpkova, ze zastavěného území obce z této silnice jižně vychází silnice do Lomů. Severně ze silnice pak vede užitková silnice směrem k paraglidingové zóně, jižně ze zastavěného území obce pak vedou také dvě silnice do polí. Přes území obce prochází cyklostezka 5124 a ze severu na jih přes území obce prochází zelená turistická stezka. Přes území obce vede mnoho polních cest. 
Velká část severního území obce je využívána zemědělsky, severovýchodní část území je zalesněna, západní okraj ve svahu údolí Želetavky je také zalesněn. Malá část jižního území je také využívána zemědělsky, tato část je i značně kopcovitá, místy zalesněná, s remízky a mezemi.
Asi 12 kilometrů severně od území obce pramení řeka Želetavka, ta pak tvoří severní hranici území obce, do Želetavky se na severním okraji území obce vlévá krátký nepojmenovaný potok. Želetavka pak protéká přes rybník U Mašků, který těsně přiléhá k severní hranici území obce, dále teče na západ a protéká těsně kolem Kyprova rybníka a pak se stáčí na jih, kde dále tvoří východní hranici území obce. U zastavěného území obce se Želetavka stáčí na západ a pak na jih, kde se cca 20 kilometrech vlévá ve Vranovské přehradě do Dyje. Asi půl kilometru východně od území obce pramení Radkovický potok, ten protéká přes dva rybníky a pak se do něj vlévá nepojmenovaný potok z jihu a dále protéká přes zastavěné území obce a na západním okraji zastavěného území obce ústí do Želetavky, do té o kousek dále ústí nepojmenovaný potok, který tvoří část západní hranice území obce. 
Nadmořská výška obce se pohybuje od cca 500 do 550 metrů nad mořem, zastavěné území obce se nachází v údolí Radkovického potoka a Želetavky, severní část je výše, jižní část je také výše. Západní a severní okraj území se svažuje k 500 metrům nad mořem do údolí Želetavky. Na severozápadním okraji území se nachází kopec Strážnice (555 m), těsně za východní hranicí území obce se nachází kopec Výhon (592 m). 
Zastavěné území obce se nachází uprostřed podlouhlého severojižně orientovaného a úzkého pruhu, těsně za severní hranicí území obce se nachází Maškův mlýn, těsně za západní hranicí se nachází Kyprův mlýn, na severním okraji zastavěného území obce se nachází průmyslový areál.

## Historie
První písemná zmínka o vesnici pochází z roku 1310 (Radcowicz) ve spojení s Údeřicemi a neznámou vsí Bachziczemi (nyní Bačice), které držel Rajmund z Lichtenburka. V polovině 14. století byl majitelem vsi Jan z Budkova. Majitelé vsi se v průběhu dalších století velmi často střídali až v polovině 15. století se ves stala majetkem rodu ze Stonařova, když roku 1446 Záviš ze Stonařova prodal Radkovice své manželce Barboře rozené z Budkova. Od roku 1492 náležela ves k statku Budeč, kam se dostala prostřednictvím Jana z Krušovic, manžela Doroty ze Stonařova. Roku 1492 zapsal Jan z Krušovic své dědictví ves Radkovice a dvůr pustý Zahrádky Janu Koňasovi z Vydři, s jehož potomky byla ves sloučena s Budčí a pak se statkem Knínice, jejichž součástí byla až do roku 1849.
Podle lánového rejstříku před třicetiletou válkou bylo v Radkovicích 33 usedlostí, z toho zůstalo za války osazeno 17 a 16 zpustlo. Do roku 1671 se podařilo znovu osadit 5 usedlostí.
Podle vceňovacího operátu žilo roku 1843 v Radkovicích 286 obyvatel, z toho 134 mužů a 152 žen v 41 domech a 68 domácnostech. Z nich se živilo 61 zemědělstvím, 6 živnostmi a 1 obojím. Desátky byly odváděny panství Budeč a faře tamtéž. Z Radkovic se jezdilo na týdenní sobotní trhy do Dačic. Ve vsi byl mlýn o dvou složeních, kde mlynář semlel ročně 30 měřic pšenice a 350 měřic žita. V roce 1850 měla 276 obyvatel. Katastr obce měl v roku 1900 výměru 534 ha.

### Vývoj obce do současnosti
Ve 2. polovině 19. a v 1. polovině 20. století se většina obyvatelstva obce živila zemědělstvím. V roku 1900 byla výměra hospodářské půdy obce 514 ha. Živnosti roku 1911: 1 bednář, 1 hostinský, 1 kovář, 1 krejčí, 1 mlynář (s pilou), 1 obchodník s rybami, 2 obchodníci se smíšeným zbožím, 1 krejčí, 1 mlynář, 2 obuvníci a 3 stolaři. V obci tzv. Radkovský mlýn s pilou. Živnosti roku 1924: 1 bednář, 1 hostinský, 1 kovář, 1 mlynář s pilou, 3 obchodníci s potravinami a smíšeným zbožím, 1 obuvník, 1 pokrývač, 1 stolař, 1 trafikant, 11 hospodářských rolníků.
Obec byla elektrifikována připojením na síť ZME Brno roku 1931. JZD bylo založeno roku 1957, v roce 1973 bylo sloučeno s JZD Lomy a poté do JZD Mír Jemnice. Nyní převládající zaměstnání: zemědělství – soukromě hospodařící zemědělci, výrobna betonového zboží. Po roce 1945 v obci byl vybudován kulturní dům, vodovod, kanalizace, regulace potoka, požární nádrž, komunikace, prodejna, rodinné domky a bytový dům a požární zbrojnice.

## Přírodní poměry
Obec se nachází v jihovýchodní části Brtnické vrchoviny, v údolní kotlině při vyústění dvou malých poboček do lomeně probíhajícího údolí Želetavky nad Knínicemi. Stýká se zde od severovýchodu probíhající zakončení Zašovického hřbetu se západovýchodně uspořádaným hřbetem Inženýrského kopce u Jemnice. Katastr obce na západě omezuje údolí Želetavky se strmými východními svahy a náleží k němu i pás plošin nad údolím. Nejvyšším bodem je vyvýšenina Strážnice 555 m n. m. (M. Hrádek)

## Obyvatelstvo
| Rok            | 1869 | 1880 | 1890 | 1900 | 1910 | 1921 | 1930 | 1950 | 1961 | 1970 | 1980 | 1991 | 2001 | 2011 | 2021 |
| -------------- | ---- | ---- | ---- | ---- | ---- | ---- | ---- | ---- | ---- | ---- | ---- | ---- | ---- | ---- | ---- |
| Počet obyvatel | 270  | 277  | 228  | 226  | 261  | 260  | 225  | 212  | 180  | 161  | 166  | 136  | 137  | 151  | 137  |
| Počet domů     | 43   | 43   | 43   | 43   | 44   | 45   | 54   | 54   | 48   | 48   | 44   | 39   | 53   | 55   | 57   |

## Obecní správa

### Správní začlenění obce od roku 1850
Do roku 1849 byly Radkovice součástí statku Knínice v rámci panství Budeč ve Znojemském kraji. V letech 1850 až 1855 byly podřízeny politické pravomoci Podkrajského úřadu v Dačicích a v rámci soudní správy okresnímu soudu tamtéž. Po zřízení smíšených okresních úřadů s politickou a soudní pravomocí byly v letech 1855 až 1868 podřízeny Okresnímu úřadu v Dačicích. Když byly roku 1868 veřejná správa a soudnictví opět odděleny, vrátily se pod politickou pravomoc Okresního hejtmanství v Dačicích, od roku 1919 okresní správy politické a od roku 1928 okresního úřadu tamtéž, což trvalo až do roku 1945. Po osvobození v květnu 1945 náležely pod Okresní národní výbor v Dačicích a v jeho rámci od roku 1949 pod nově vzniklý Jihlavský kraj. Toto začlenění trvalo do poloviny roku 1960, kdy byly po územní reorganizaci Radkovice začleněny pod správní okres Třebíč a Jihomoravský kraj, což trvalo až do zrušení Okresního úřadu v Třebíči koncem roku 2002. Od 1. ledna 1980 byly Radkovice připojeny pod město Jemnice, od 24. listopadu 1990 opět mají samostatný obecní úřad. Od roku 2003 spadají pod pověřený městský úřad v Moravských Budějovicích v samosprávném kraji Vysočina.

### Obecní symboly
Znak a vlajka byly obci uděleny rozhodnutím předsedkyně Poslanecké sněmovny Parlamentu České republiky dne 12. dubna 2024.

## Politika
Do 19. dubna 2019 byl starostou Milan Procházka, od 19. dubna 2019 vykonává tuto funkci Martin Kessner.

### Volby do Poslanecké sněmovny
|       | 2006               | 2010               | 2013               | 2017               | 2021               |
| ----- | ------------------ | ------------------ | ------------------ | ------------------ | ------------------ |
| 1.    | ČSSD (36,36 %)     | ČSSD (28,07 %)     | ČSSD (27,77 %)     | ANO (22,22 %)      | ANO (34,48 %)      |
| 2.    | KSČM (20,0 %)      | KSČM (17,54 %)     | KSČM (27,77 %)     | KDU-ČSL (20,63 %)  | SPOLU (25,86 %)    |
| 3.    | KDU-ČSL (20,0 %)   | TOP 09 (15,78 %)   | KDU-ČSL (14,81 %)  | SPD (20,63 %)      | SPD (15,51 %)      |
| účast | 53,33 % (55 z 105) | 50,00 % (57 z 114) | 46,96 % (54 z 115) | 55,46 % (66 z 119) | 49,15 % (58 z 118) |

### Volby do krajského zastupitelstva
|      | 1.                | 2.                | 3.                       | účast              |
| ---- | ----------------- | ----------------- | ------------------------ | ------------------ |
| 2000 | 4KOALICE (55 %)   | KSČM (25 %)       | ČSSD (10 %)              | 100 % (21 z 21)    |
| 2004 | KDU-ČSL (43,47 %) | KSČM (39,13 %)    | ODS (13,04 %)            | 21,49 % (23 z 107) |
| 2008 | ČSSD (50 %)       | KDU-ČSL (18,42 %) | KSČM (15,78 %)           | 34,82 % (39 z 112) |
| 2012 | KSČM (43,33 %)    | ČSSD (20 %)       | STO (13,33 %)            | 34,48 % (40 z 116) |
| 2016 | KDU-ČSL (22,5 %)  | KSČM (22,5 %)     | STO (17,5 %)             | 33,06 % (40 z 121) |
| 2020 | ANO (30 %)        | MZH (26,66 %)     | KDU-ČSL (13,33 %)        | 25 % (30 z 120)    |
| 2024 | ANO (58,33 %)     | KDU-ČSL (13,88 %) | ODS+TOP 09+STO (11,11 %) | 32,48 % (38 z 117) |

### Prezidentské volby
V prvním kole prezidentských voleb v roce 2013 první místo obsadil Jan Fischer (26 hlasů), druhé místo obsadil Miloš Zeman (17 hlasů) a třetí místo obsadil Jiří Dienstbier (10 hlasů). Volební účast byla 63,79 %, tj. 74 ze 116 oprávněných voličů. V druhém kole prezidentských voleb v roce 2013 první místo obsadil Miloš Zeman (50 hlasů) a druhé místo obsadil Karel Schwarzenberg (20 hlasů). Volební účast byla 59,83 %, tj. 70 ze 117 oprávněných voličů.
V prvním kole prezidentských voleb v roce 2018 první místo obsadil Miloš Zeman (35 hlasů), druhé místo obsadil Jiří Drahoš (12 hlasů) a třetí místo obsadil Pavel Fischer (8 hlasů). Volební účast byla 58,97 %, tj. 69 ze 117 oprávněných voličů. V druhém kole prezidentských voleb v roce 2018 první místo obsadil Miloš Zeman (49 hlasů) a druhé místo obsadil Jiří Drahoš (29 hlasů). Volební účast byla 67,24 %, tj. 78 ze 116 oprávněných voličů.
V prvním kole prezidentských voleb v roce 2023 první místo obsadil Andrej Babiš (34 hlasů), druhé místo obsadil Petr Pavel (18 hlasů) a třetí místo obsadila Danuše Nerudová (9 hlasů). Volební účast byla 62,93 %, tj. 73 ze 116 oprávněných voličů. V druhém kole prezidentských voleb v roce 2023 první místo obsadil Andrej Babiš (46 hlasů) a druhé místo obsadil Petr Pavel (34 hlasů). Volební účast byla 70,43 %, tj. 81 ze 115 oprávněných voličů.

## Pamětihodnosti
- Kaplička – na návsi, v barokním stylu, z roku 1731
- Kamenný kříž – tyčí se u kapličky
- Socha svatého Jana Nepomuckého – u silnice na Budeč, pocházející z roku 1712
- Kamenné kříže – v okolí obce
- Pomník padlým v první světové válce

## Galerie

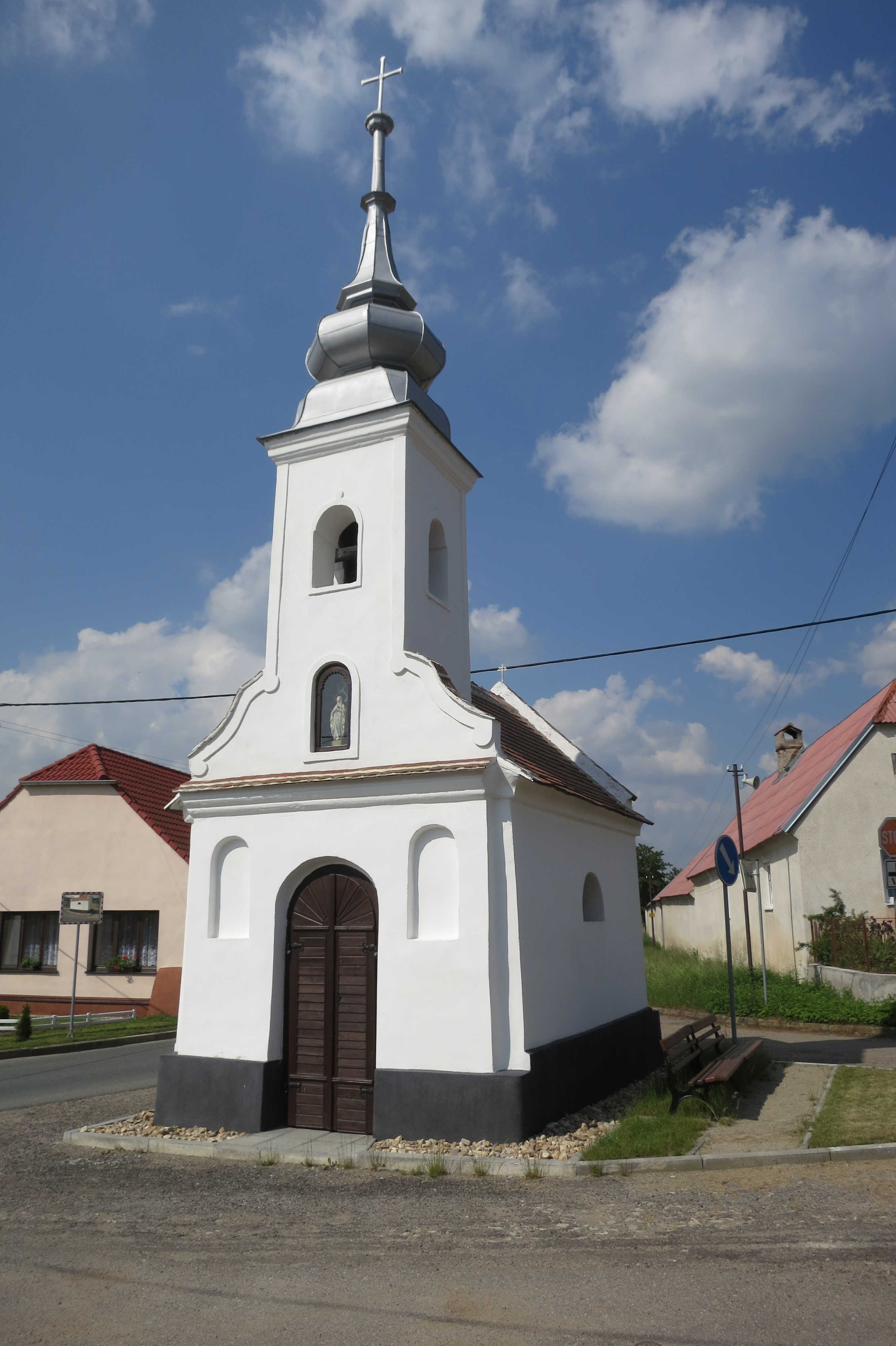
Kaplička
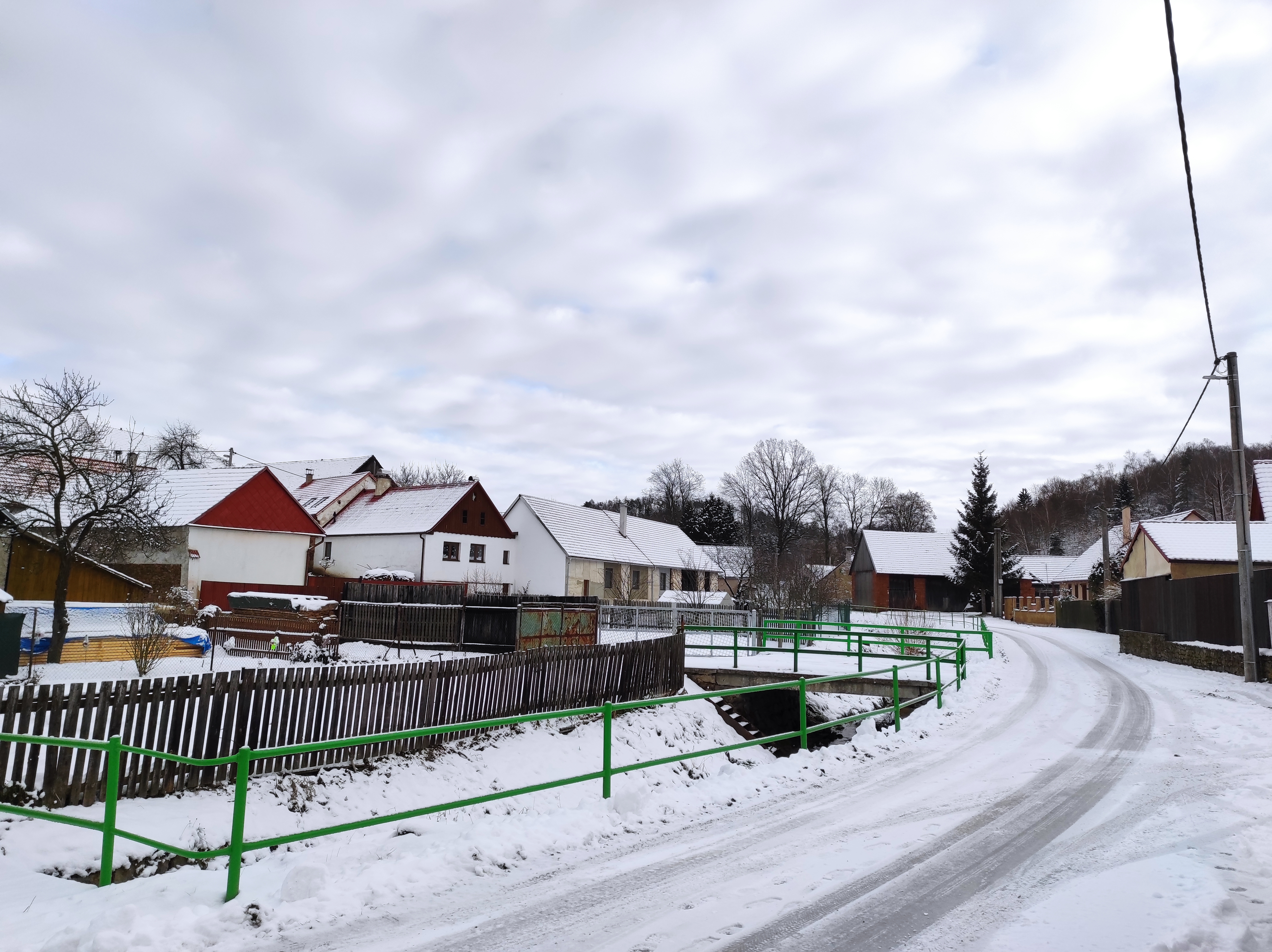
Pohled na zasněženou část obce
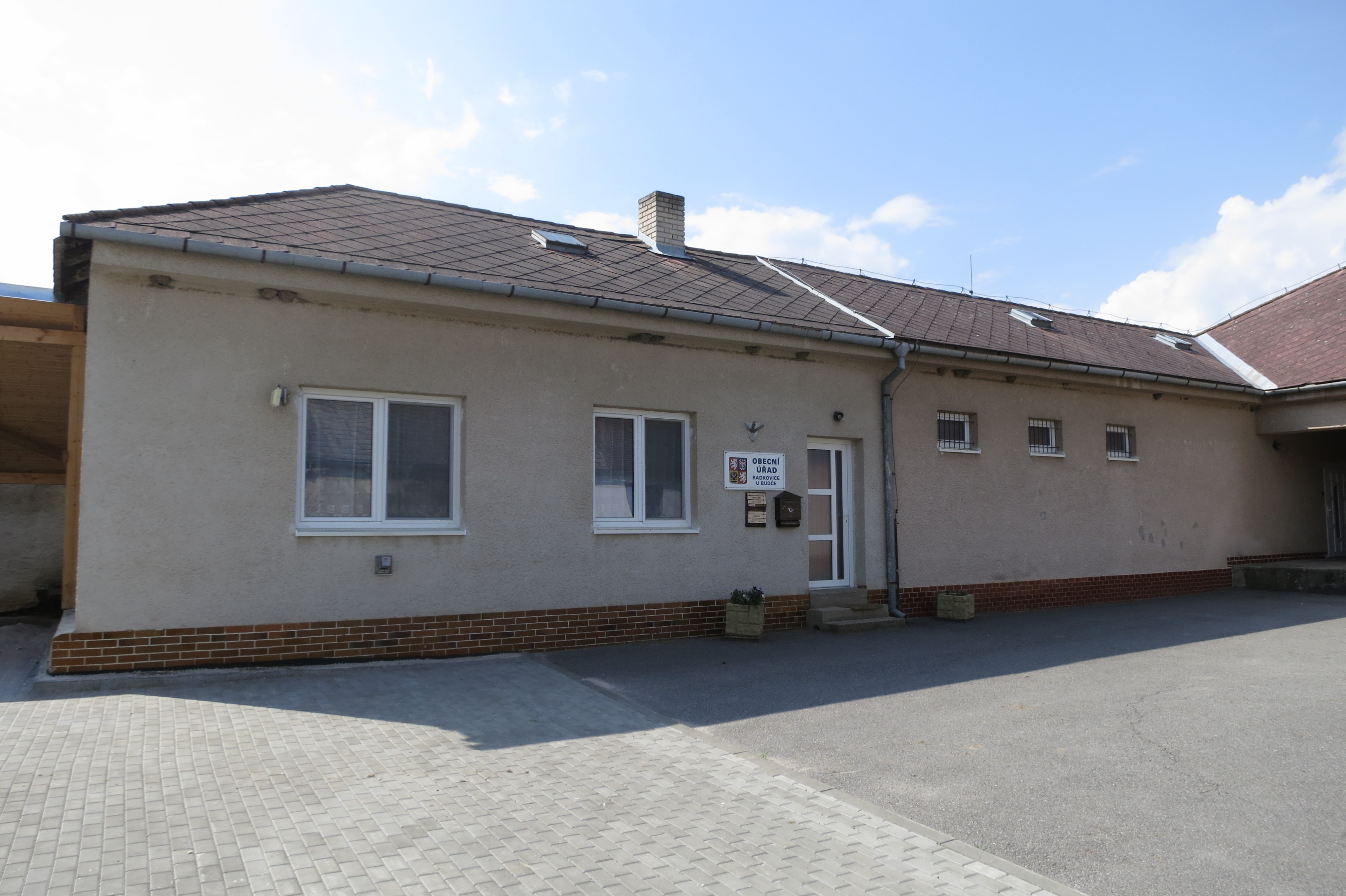
Obecní úřad
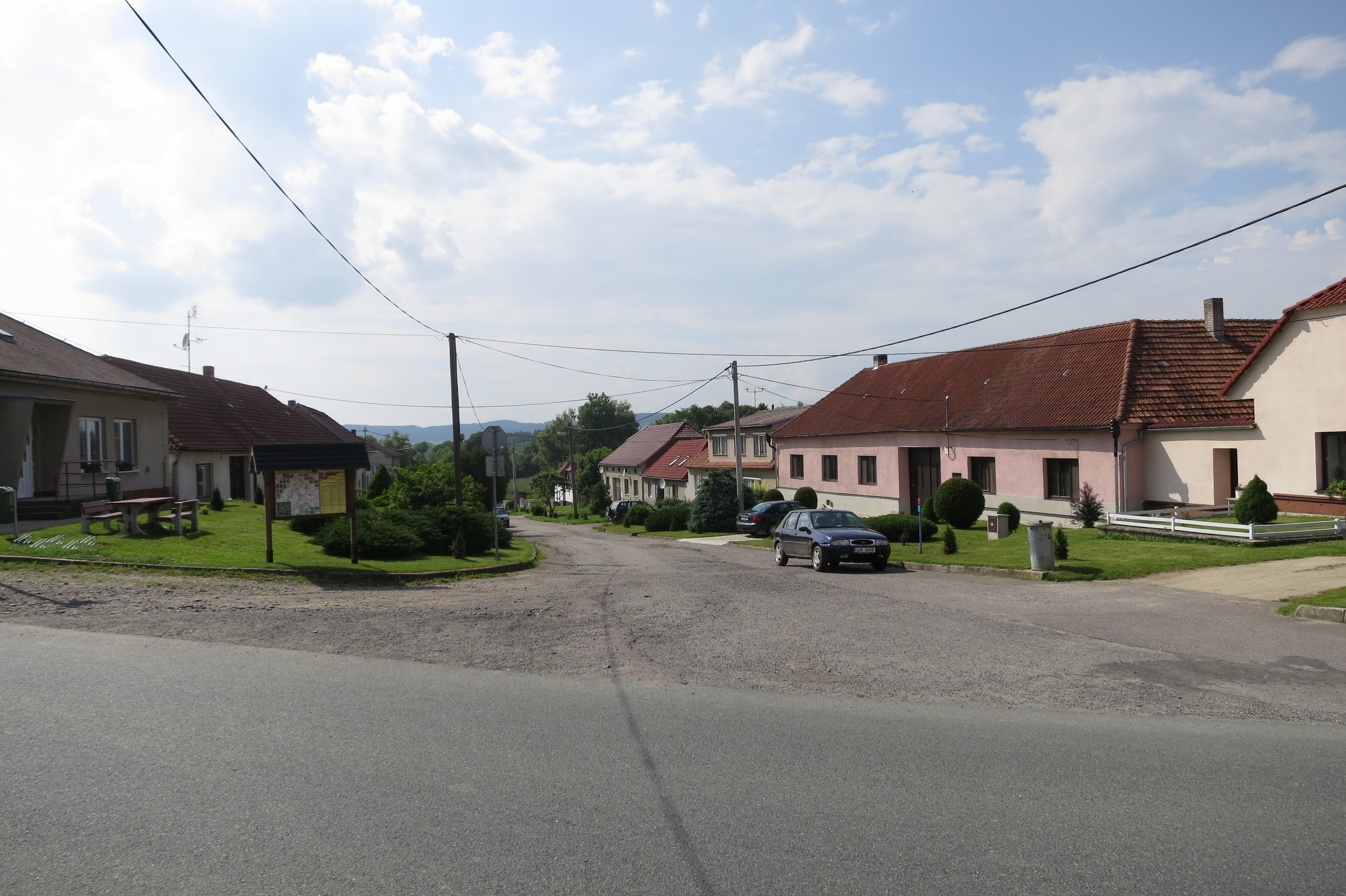
Centrum obce od kaple
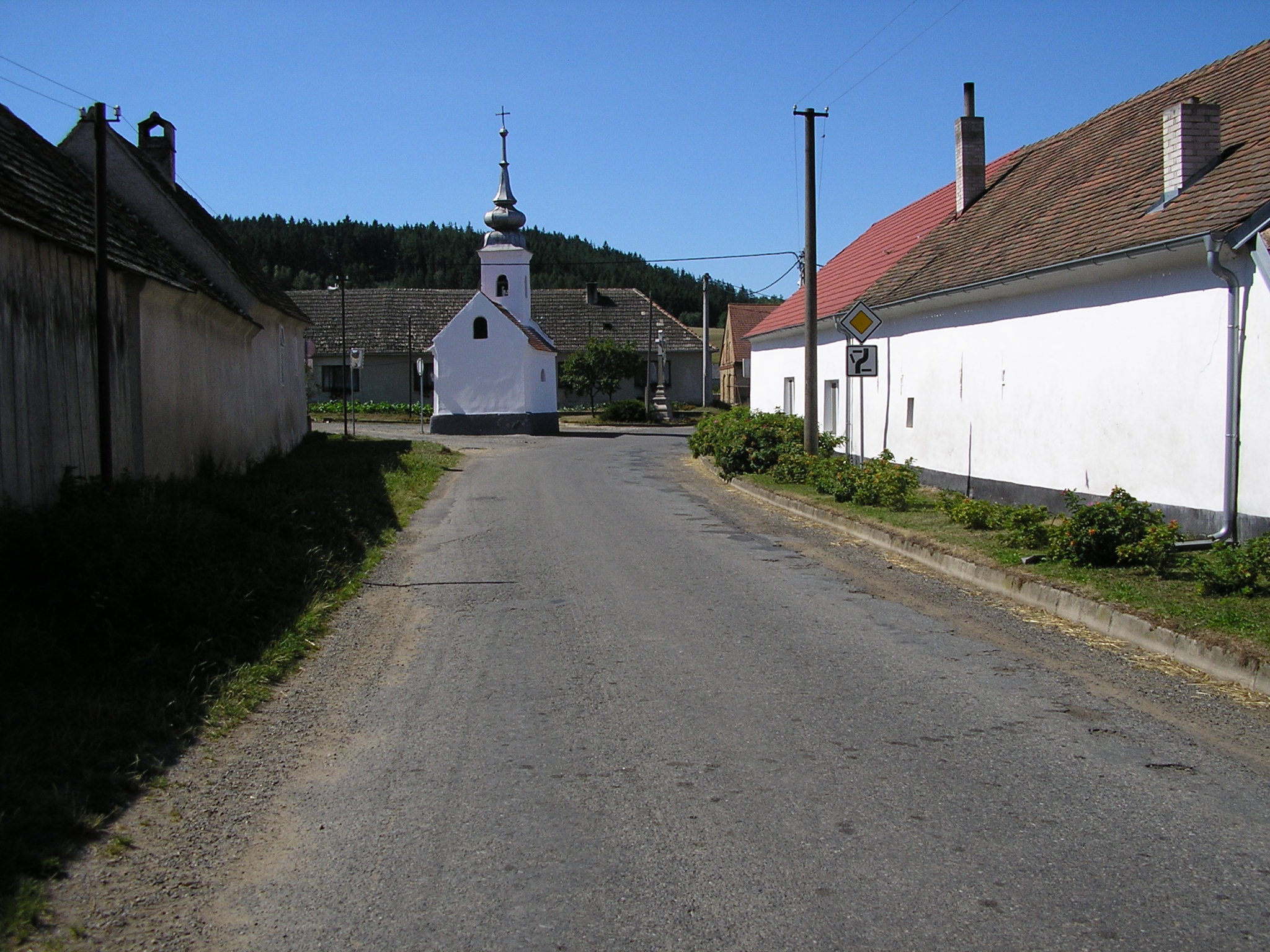
Pohled na kapli ze silnice